# Züriputsch

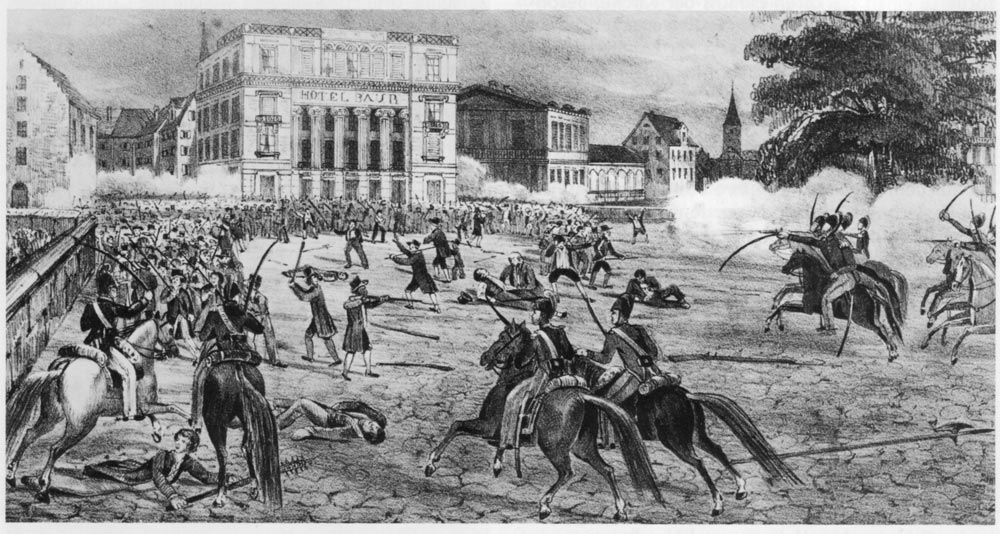
Luchando en la Paradeplatz (Litografía, Zentralbibliothek Zürich)

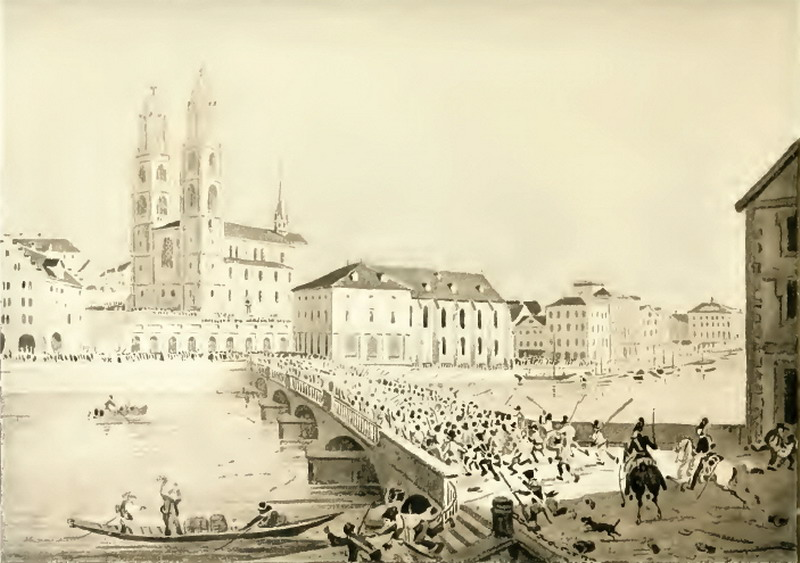
La Colonia Ralin se retira de la plaza Münsterhof en dirección al actual Limmatquai, pasando por el Grossmünster y la Wasserkirche, que se encuentran a la derecha en el fondo.

El Züriputsch, ocurrido el 6 de septiembre de 1839, fue un golpe de Estado liderado por sectores conservadores de las zonas rurales contra el gobierno liberal de la ciudad de Zúrich. Este conflicto tuvo lugar en un contexto previo a la creación del Estado federal suizo. La causa principal fue la decisión del gobierno liberal de nombrar al teólogo alemán David Strauss como profesor en la facultad de teología de la Universidad de Zúrich. Su nombramiento generó gran controversia, ya que la población rural lo consideraba una amenaza para el orden religioso tradicional.

## Eventos
Liderados por el pastor Bernhard Hirzel de Pfäffikon, miles de golpistas entraron a la ciudad desde el oeste y se enfrentaron a las tropas cantonales en los callejones entre Paradeplatz y Fraumünster. Durante la mediación entre el ayuntamiento y los rebeldes, el botánico y concejal Johannes Jacob Hegetschweiler fue herido de un disparo en la cabeza y falleció tres días después.
El término suizo-alemán putsch, que originalmente significaba golpe, atropello o colisión, fue adoptado en alemán con un sentido político, en parte gracias a Gottfried Keller. Durante la Primera Guerra Mundial, la palabra se popularizó como equivalente del inglés push, refiriéndose al acto de salir de una trinchera hacia tierra de nadie. Su verbo derivado, aufputschen, sigue usándose en alemán estándar con el significado de "incitar" o "excitar", tanto en contextos políticos como en el ámbito del dopaje.